# Апология Сократа (Платон)
Аполо́гия Сокра́та (др.-греч. Ἀπολογία Σωκράτους) — одно из наиболее ранних произведений Платона, которое содержит три речи Сократа во время суда. Действие разворачивается в начале 399 года до н. э. На философа подали в суд за неуважение к богам, создание новых божеств и развращение юношества. Инициатором судебного преследования был влиятельный политик Древних Афин Анит. Роль официального обвинителя отводилась Мелету.
В «Апологии» не приведена обвинительная речь, но воспроизведена речь Сократа. После выслушивания сторон проводилось тайное голосование судей. Как отмечают античные и современные авторы, речь Сократа была непрактичной. Вместо того, чтобы, по примеру других афинян, взывать к милосердию, привести жену и детей, которые своим плачем должны разжалобить судей, Сократ был преисполнен достоинства. В этом произведении прозвучало утверждение философа о том, что он самый умный из людей, так как «знает, что ничего не знает». Сократа признали виновным 281 голосами против 220. После обвинительного приговора обвинитель и обвиняемый должны были предложить наказание, а судьи выбирали из двух альтернативных вариантов. Обвинители выступали за смертную казнь. Сократ заявил, что считает себя невиновным и заслуживает наивысшей почести Афин — пожизненного бесплатного обеда в пританее. Однако, раз того требует обычай, он предложил заменить смерть штрафом в 30 мин. Суд присудил философа к смерти, после чего Сократ произнёс третью речь.
В научной литературе существуют различные мнения относительно достоверности передачи Платоном слов Сократа во время суда. Платон, хоть и присутствовал на процессе, мог приписать учителю те или иные утверждения. Этим он старался достичь двух целей — создать соответствующий образ учителя и опровергнуть обвинения Поликрата в «Обвинении Сократа» около 393 года до н. э. Вне зависимости от отношения к достоверности «Апологии» большинство исследователей, включая Сёрена Кьеркегора, Ульриха фон Виламовица-Мёлендорфа, Карла Поппера и других знаменитых учёных, отмечали высокий художественный уровень сочинения, который помог и во многом повлиял на создание соответствующего образа «идеального философа» Сократа.

## Место, время и обстоятельства

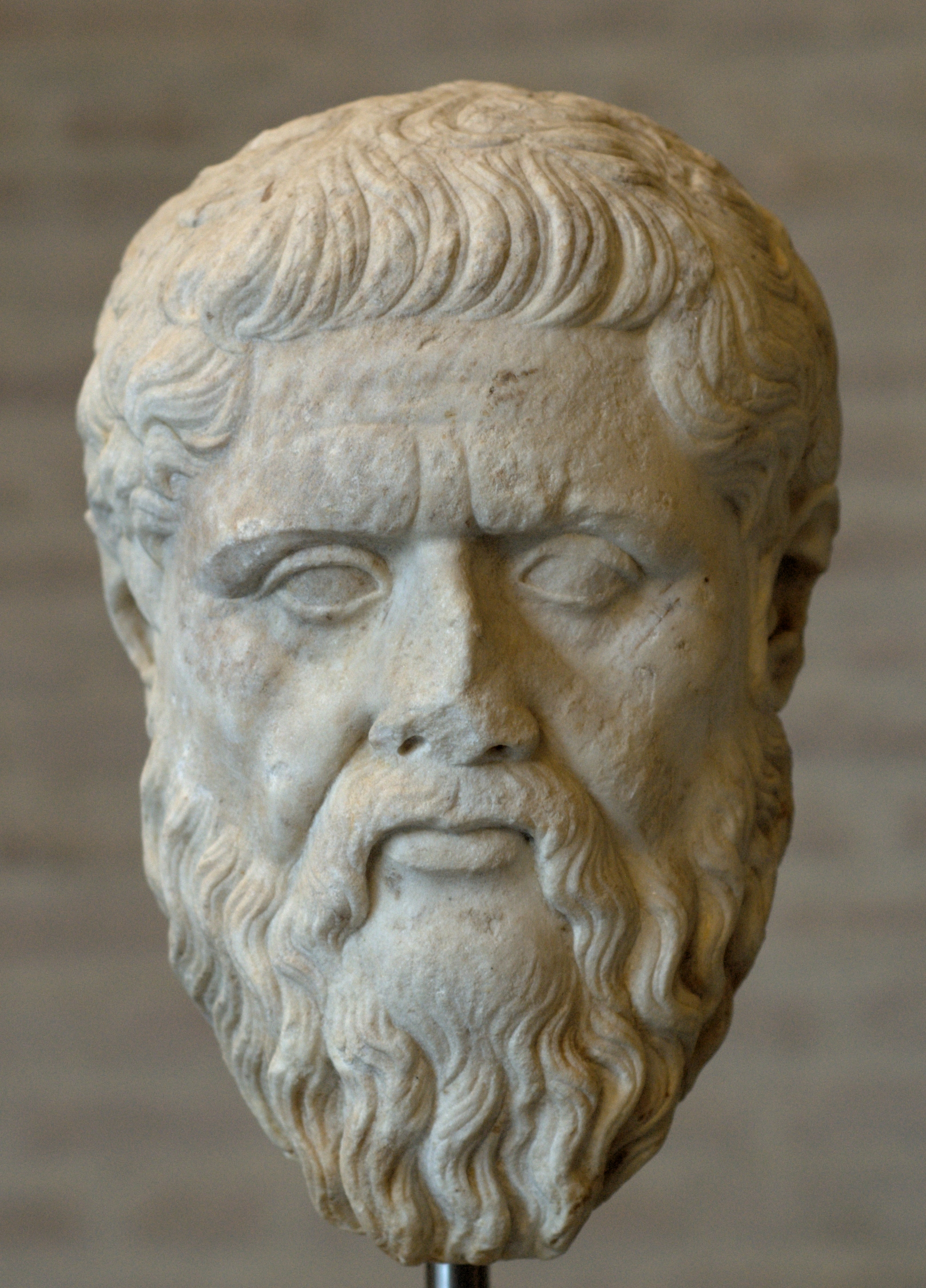
«Апология Сократа» относится к ранним произведениям Платона. Римская копия с греческого оригинала из мюнхенской Глиптотеки

В 399 году до н. э. на Сократа подали в суд. Многие античные данные о судебном заседании противоречивы, вызывают сомнения у современных историков. Общая формула обвинения, зафиксированная у Диогена Лаэртского, звучала как «Сократ повинен в том, что не чтит богов, которых чтит город, а вводит новые божества, и повинен в том, что развращает юношество; а наказание за то — смерть». Главным организатором преследования философа стал влиятельный политик Анит. Мелету отводилась роль официального обвинителя. Анит и Ликон выступили с дополнительными речами против Сократа в поддержку Мелета. Античные источники связывали действия Анита с завистью, недовольством критикой Сократа политиков и ремесленников. Современные учёные считают, что причина обвинений философа была более глубокой. Сократ критиковал идею правления большинства и безграничный диктат демоса. Такая критика, естественно, не нравилась политикам демократической партии. Анит, как один из её лидеров, выступил на суде выразителем мнения всех демократов относительно «неудобного» философа. По одной из версий, именно Анит написал обвинительную речь, которую на суде зачитал Мелет, по другой — автором речей Мелета и Анита был софист Поликрат.
Судебный процесс над Сократом описан в двух сохранившихся произведениях Платона и Ксенофонта со сходным названием «Апология» (др.-греч. ἀπολογία). В отличие от Ксенофонта Платон присутствовал на суде, поэтому большинство историков отдают предпочтение именно его трактату при описании события. Одновременно они отмечают, что Платон мог приписать те или иные утверждения, передать речь учителя не дословно. Этим он стремился достичь двух целей — создать соответствующий образ учителя и опровергнуть обвинения Поликрата в «Обвинении Сократа» около 393 года до н. э. Так, Платон, которого не могли не беспокоить утверждения в приверженности к олигархии и безбожии учителя мог «вложить» Сократу те или иные утверждения. В то же время, процесс, на момент написания «Апологии», был относительно недавним событием. Платон не мог допустить значительных вольностей в пересказе деталей, так как это неизбежно вызвало бы жёсткую критику со стороны недоброжелателей.
Сократа судил суд присяжных из 501 афинских граждан гелиастов по стандартной для того времени процедуре. Заседание предполагало два тайных голосования. После выступления сторон гелиасты решали вопрос о виновности. В случае «положительного» решения обвиняемому давали возможность выступить повторно. Он предлагал судьям то наказание, которое считал справедливым. Говорить о незначительном взыскании было невыгодно, так как это склоняло судей к более суровому наказанию. На первом голосовании Сократ получил 281 «чёрных» и 220 «белых» шаров. После этого, когда Сократ мог попросить штраф, изгнание, запрет на философские беседы или т. п., он заявил, что за свои действия заслуживает не наказания, а высшей награды Древних Афин — пожизненного бесплатного обеда в пританее. Затем он всё же согласился уплатить 30 мин (около 13 кг серебра). После таких слов, которые могли быть восприняты как издевательство над судьями, Сократа присудили к смерти.
Судебные речи Сократа были непрактичными. Как у современных, так и у античных авторов, складывалось впечатление, что целью Сократа не было сохранение собственной жизни. Он не использовал наиболее типичные приёмы обвиняемых в Древних Афинах — обращение к милосердию судей и привлечение жены и детей, которые бы умоляли пощадить отца и мужа. Более того, Сократ заявил, что это унижает достоинство как подсудимого, так и судей, которые в своих решениях должны руководствоваться исключительно законами. Ксенофонт передаёт воспоминания одного из учеников Сократа Гермогена. Когда Гермоген призывал Сократа подумать о предстоящем процессе, тот отвечал, что вся его жизнь была подготовкой к этому событию. Гермоген пытался образумить учителя, пытаясь объяснить, что в Афинах зачастую оправдывают виновных и осуждают на казнь ни в чём не повинных граждан. На эти доводы Сократ ответил, что и сам понимает реальное положение вещей, но внутренний голос «даймоний» считает, что ему лучше умереть. Немецкий философ Ф. Ницше подытожил суд и осуждение Сократа одним предложением: «Сократ хотел умереть: не Афины ему, а он себе дал чашу с ядом, он вынудил Афины дать эту чашу…»
«Апологию Сократа» относят к «ранним» сочинениям Платона 390-х годов до н. э. Он должен был написать свою «Апологию» после появления трактата «Обвинение Сократа» (около 393 года до н. э.) Поликрата и до «Апологии» Ксенофонта, который начал свою творческую деятельность в 387 году до н. э. и в своих трудах ориентировался на Платона.

## Композиция
«Апология Сократа» — единственное произведение Платона, написанное в форме монолога. По своей сути Сократ в «Апологии» произносит три речи: первую — после обвинительных речей Мелета и Анита, вторую — после решения суда о виновности, третью — после вынесения смертного приговора.

### Первая речь Сократа перед голосованием судей

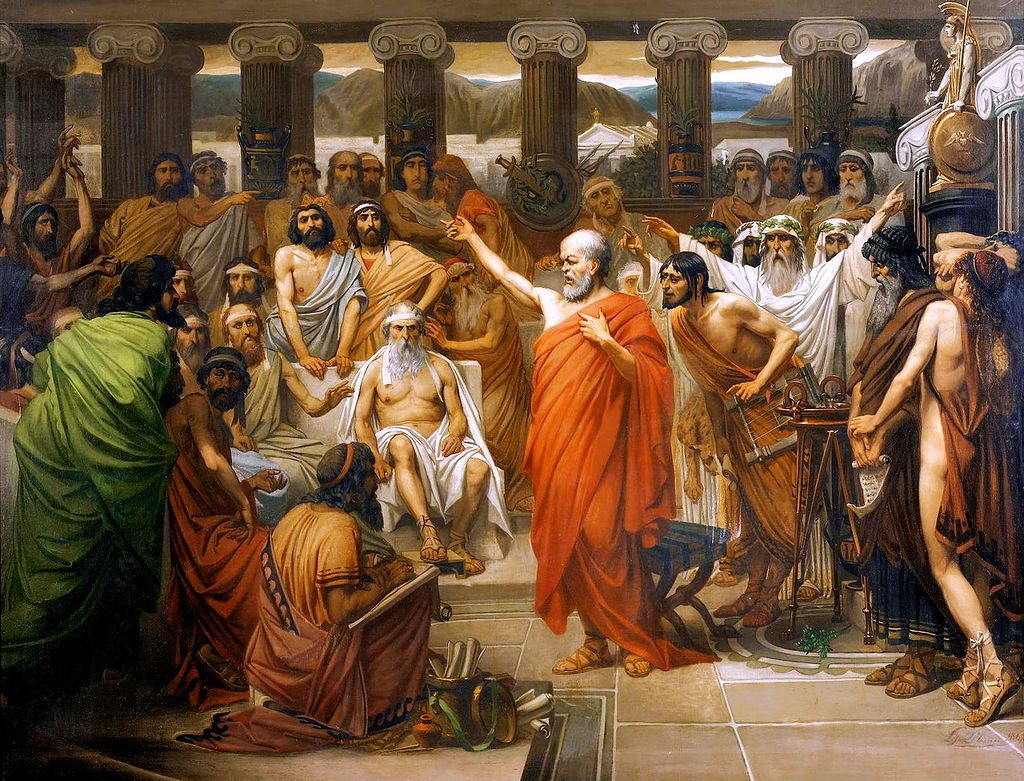
«Сократ выступает на суде». Луи Лебрюн, 1867. Частная коллекция

Во вступлении Сократ подчёркивает, что его обвинители говорили красиво. Однако всё сказанное против себя философ считает клеветой. Он обещает, что, как и в течение всей жизни, будет говорить перед судьями исключительно правду. Сократ подчёркивает, что ему следует выступить в защиту против двух групп обвинителей — прежних и теперешних. Именно прежние обвинители сформировали тот негативный образ, который не имеет никакого отношения к действительности. К таковым он относит Аристофана, который в «Облаках» не только назвал его «священнослужителем речей плутовских», но и вывел образ болтуна развращающего своими речами молодёжь. Сократ называет «прежних обвинителей» клеветниками. В отличие от других философов он не брал с учеников деньги, не занимался натурфилософией и другими науками, хоть и относится к ним с уважением. Откуда же взялась клевета? Сократ рассказывает о друге Херефонте, который спросил у дельфийского оракула о том, кто из эллинов наиболее мудрый. Пифия ответила, что нет никого мудрее Сократа. Сам философ был озадачен таким прорицанием. С одной стороны, пифия, которая передаёт слова Аполлона, не могла ошибаться; с другой — Сократ не считал себя мудрым. Тогда он начал посещать государственных деятелей, поэтов и ремесленников. Из разговоров с ними он понял, что все они только кажутся мудрыми. Государственные деятели вообще мало понимают о чём говорят; поэты творят благодаря врождённым способностям, а не мудрости, и не понимают собственных лучших произведений; ремесленники, обладая неким искусством, считают себя мудрыми, хоть их знания весьма ограничены. В результате Сократ понял: «На самом деле, о мужи, мудрым-то оказывается бог, и этим изречением он желает сказать, что человеческая мудрость стоит немногого или вовсе ничего не стоит, и, кажется, при этом он не имеет в виду именно Сократа, пользуется моим именем для примера, всё равно как если бы он говорил, что из вас, о люди, мудрейший тот, кто, подобно Сократу, знает, что ничего-то по правде не стоит его мудрость.» Такой вывод пришёлся не по душе многим афинянам. Так называемые «мудрецы» возненавидели Сократа, что и стало причиной той лжи и клеветы, за которые ему приходится оправдываться.
Далее Сократ отвечает на непосредственные обвинения на суде, к которым относились развращение юношества и безбожие. Сократ подчёркивает внутреннюю противоречивость обвинений Мелета. Если Мелет считал, что Сократ развращал молодёжь, то должен был убедиться, что это происходит намеренно. Также философа одновременно обвинили в изобретении новых богов и безбожии. Сократ подчеркнул, что он и близко не говорил ничего подобного утверждениям Анаксагора о том, что Солнце — «раскалённый булыжник», а не «божественный Гелиос». А, между прочим, труды Анаксагора можно приобрести в любой книжной лавке, и никого из афинян это не смущает.
Далее Сократ говорит, что не боится смерти, в отличие от малодушия и позора. Вся его жизнь представляла общение с людьми, которых он убеждал заботиться не о теле, а о душе. Философ сравнивает себя с приставленным к лошади оводом, который не даёт ей облениться, а заставляет постоянно бодрствовать. Так и Сократ своими речами старается побудить афинян к добродетели. За это благородное дело философ не требовал денег, так как считал его служением богу. Далее Сократ рассказывает судьям о своём «демоне» — внутреннем голосе, который останавливает его от тех или иных действий, но никогда ни к чему не побуждает. Также он приводит доказательства своей добропорядочности, когда пошёл против воли народа в суде над стратегами и ослушался правительство тиранов, когда те приказали ему арестовать Леонта Саламинского. Он указывает на то, что никто из его учеников, либо родителей его учеников, не обвиняет его в развращении. Завершает Сократ свою речь указанием на то, что он ни в коем случае не хочет воспользоваться характерными для Афин приёмами, чтобы разжалобить судей. Он намеренно не привёл на суд жену и детей, которые своими слезами и причитаниями склонили бы многих на его сторону. Сократ просит судей руководствоваться исключительно законами.

### Речь Сократа после общего обвинения
Сократ удивлён, что обвинение поддержало незначительное большинство судей. Сократ перечисляет наказания, которые он может противопоставить предлагаемой обвинением смертной казни — тюремное заключение, изгнание, штраф и другие. Каждое из них он находит неприемлемым для себя. Сократ считает себя достойным обеда в пританее, что было большой честью для гражданина города. Однако, раз того требует суд, он предложил выплатить штраф в 30 мин, поручителями чего готовы были выступить Платон, Аполлодор, Критон и Критобул.

### Речь Сократа после смертного приговора
Осуждённый на смерть Сократ говорит, что судьи сделали зло не ему, старому человеку, а самим себе. Потомки оправдают Сократа, а судьи этим решением навлекли на себя позор. Философ подчеркнул, что он до конца остался верным себе и не унизился перед теми, от кого зависела его жизнь. Смерть не страшит Сократа, так как он ожидает встретить в Аиде справедливых судей, в отличие от тех перед которыми вынужден выступать. Заканчивает он свою речь утверждением: «Но вот уже время идти отсюда, мне — чтобы умереть, вам — чтобы жить, а кто из нас идёт на лучшее, это ни для кого не ясно, кроме бога».

## Влияние и оценки
В античности несколько авторов создали свои «Апологии Сократа», в которых ориентировались на сочинение Платона. Из них сохранились «Апология Сократа» Ксенофонта и речь Либания (314—393). Аристотель в «Риторике» утверждал, что свою версию защитной речи Сократа на суде написал ученик Платона и Исократа Теодект, а согласно византийскому энциклопедическому словарю X века «Суда» также философ-стоик Теон из Антиохии. Афинский ритор Исократ в своей речи «Об обмене имуществом» (др.-греч. Περὶ ἀντιδόσεως) ориентировался на платоновскую «Апологию». Сочинение упомянул Аристотель в «Риторике». Он привёл выдержку из сочинения: «Сократ спросил Мелита, утверждавшего, что он не признаёт богов: „Признаю ли я, по-твоему, существование каких-нибудь демонов?“ И, получив утвердительный ответ, продолжал: „А демоны — не дети ли богов или не нечто ли божественное?“ И на утвердительный ответ сказал: „Есть ли такой человек, который бы признавал детей богов, а самих богов не [признавал бы]?“» в качестве примера логического приёма апагогии или доведения до абсурда.
Философ-платоник Трасилл поместил трактат в первую из девяти тетралогий Платона, которая также включала диалоги «Евтифрон», «Критон» и «Федон». В этих четырёх трактатах описаны события до суда над Сократом, во время судебного заседания, пребывания Сократа в тюрьме и последнего дня из жизни философа. Диоген Лаэртский назвал «Апологию» «этическим» сочинением.
Отношение античных авторов к платоновской «Апологии» было различным. Философ-стоик Эпиктет считал, что Сократ намеренно провоцировал судей вынести смертный приговор. При этом он не только оправдывал философа, но и считал такое решение наилучшим в сложившихся условиях. Сочинение Платона было раскритиковано в трактате «О превосходстве красноречия Демосфена», которое приписывают Дионисию Галикарнасскому. Автор исходил из сугубо практических позиций. Вызывающая речь Сократа менее всего подходила для судебных заседаний. Соответственно у него, а также у другого античного писателя Кассия Севера, возникли сомнения относительно достоверности речи. Они пришли к мнению, что, возможно, Платон стремился создать соответствующий образ учителя и для этого исказил речь Сократа.
Свою интерпретацию суда над Сократом дал раннехристианский мученик Иустин. В ней он назвал древнегреческого философа предтечей христианства, а сам суд сравнил с преследованием христиан в Римской империи: «Но кто из живших до Христа, по Его человечеству, покушался исследовать и опровергать что-либо Словом, те были предаваемы, как нечестивые и дерзкие, суду. Самый твёрдый из всех них в этом деле Сократ был обвинён в тех же преступлениях как и мы; ибо говорили, что он вводил новые божества и не признавал тех, которых граждане почитали богами. А он, изгоняя из государства и Гомера, и других поэтов, учил людей отвращаться злых демонов — злых и делавших то, что описывали поэты, и увещевал их приобретать познание неведомого им Бога посредством исследования разума».
Антиковед А. Ф. Лосев выделил в «Апологии Сократа» две составляющие — художественную и логическую. Платон выводит образ величавого и непреклонного философа, незаслуженно обвинённого в безбожии и развращении юношества. Хоть трактат представляет собой монолог Сократа, в нём явственно видно то озлобление, которое вызывала его философия у некритически мыслящих сограждан. Логическая составляющая речей Сократа не на высоте. Так, к примеру, утверждение: если я безбожник, то не вводил новые божества, а если вводил, то значит я не безбожник — верно лишь формально. Если взять за основу комедию Аристофана «Облака», где Сократ поклоняется неким стихиям-«Облакам», то с точки зрения традиционной мифологии, философа можно назвать безбожником. Утверждения, что Сократ не занимался общественными делами, а затем рассказ о том, как Сократ участвовал в суде над стратегами, противоречивы. В целом А. Ф. Лосев оценивает сочинение логически противоречивым, и одновременно создающим образ величавого и самоотверженного служителя истины Сократа. Художественные достоинства произведения делают логические несоответствия незаметными для читателя.
Немецкий философ Фридрих Шлейермахер считал, что в «Апологии» достаточно точно воспроизведена речь Сократа в суде. Его точку зрения разделяли Эдуард Целлер (1814—1908) и Джордж Грот (1794—1871). Противоположное мнение о том, что текст «Апологии» даже отдалённо не соответствует истинной речи философа нашло отображение в трудах Мартина Шанца, Эрвина Вольфа и других учёных.
Вне зависимости об отношении к достоверности «Апологии» большинство исследователей, включая Сёрена Кьеркегора, Ульриха фон Виламовица-Мёлендорфа, Карла Поппера и других знаменитых учёных, отмечали высокий художественный уровень сочинения, который помог и во многом повлиял на создание соответствующего образа «идеального философа» Сократа.

## Переводы и публикации

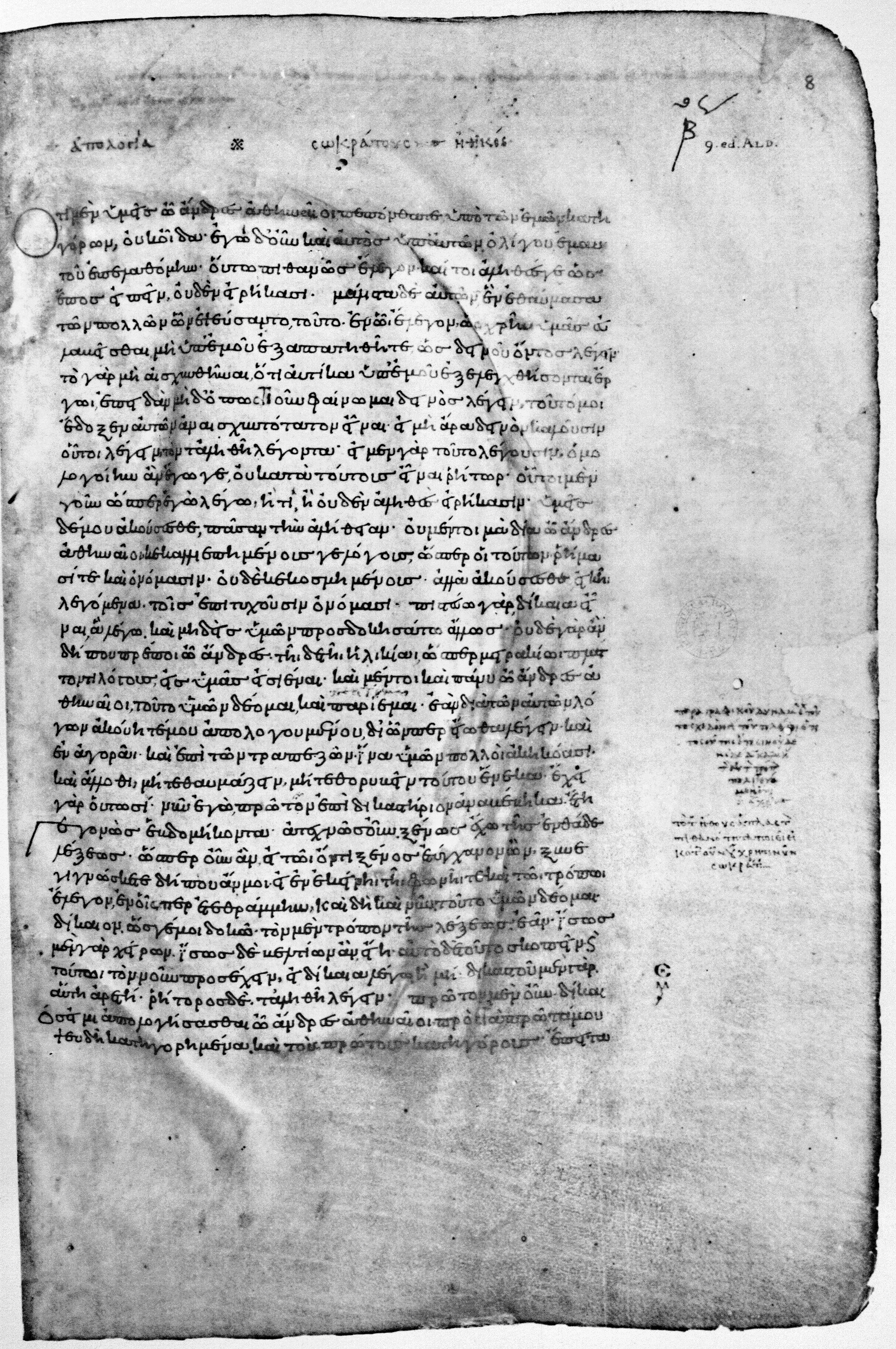
Первая страница из наиболее ранней сохранившейся версии «Апологии Сократа» 895 года

Наиболее старая сохранившаяся рукопись «Апологии» на греческом датирована IX веком. В XI веке трактат перевели на армянский язык. Первый перевод, или, точнее, краткое изложение, «Апологии Сократа» в Западной Европе был сделан на древнееврейском языке философом Иехудой Галеви (XI—XII век).
«Апология Сократа» стала одним из наиболее известных сочинений Платона в период Ренессанса. Впервые его перевёл на латынь Леонардо Бруни в начале XV века. Впоследствии он счёл перевод неудовлетворительным и переработал к 1424 году. Сочинение привлекало Бруни, так как он видел в речи Сократа критику демократии. Эти взгляды были ему близки. Впервые перевод Бруни на латыни опубликовали в 1475 году в Болонье. Второй перевод «Апологии» с древнегреческого на латынь был выполнен гуманистом и философом Марсилио Фичино, который частично использовал текст Бруни. Он был опубликован в 1484 году во Флоренции. Первое печатное издание «Апологии Сократа» на древнегреческом было подготовлено учёным и одним из самых значительных филологов эпохи Возрождения М. Мусуросом в числе других сочинений Платона, а затем издано книгопечатником Альдом Мануцием в 1513 году в Венеции.
В 1749 году произведение перевёл во время заключения в тюрьме Венсенского замка Дени Дидро. Вольтер назвал Дидро, которого как и древнегреческого философа обвиняли в атеизме, современным Сократом.
Впоследствии произведение неоднократно переиздавали в оригинале и переводах на различные языки, в том числе в составе серий Collection Budé и Loeb Classical Library
Первое печатное издание «Апологии Сократа» на русском языке датировано 1780-ми годами в переводе И. Сидоровского и М. Пахомова, которые изобиловали словами из церковнославянского языка. Также в Российской империи были опубликованы переводы «Апологии Сократа» А. С. Клеванова (1861), В. Н. Карпова (1863), Вл. С. Соловьёва (1899), М. С. Соловьёва (1903). После издания текстов Платона под редакцией С. А. Жебелёва, Л. П. Карсавина и Э. Л. Радлова 1920-х годов новые переводы «Апологии Сократа» не публиковали несколько десятилетий. В издательской политике периода СССР не поощрялось создание множества переводов. На центральном уровне принимали решение о создании собрания сочинений того или иного автора, которому предназначалась роль эталона. Недостаток такого подхода состоял в отсутствии возможности для читателя выбирать среди нескольких изданий наилучшее, необходимость зачастую довольствоваться откровенно слабыми текстами. В философских текстах это может привести к потере тех или иных нюансов смыслового содержания. В собрании сочинений Платона 1968 года за основу был взят перевод М. С. Соловьёва 1903 года, который был заново сверен С. Я. Шейнман-Топштейн.